# The Hollies
The Hollies és una banda de rock britànica formada a Manchester en 1962, encara que la majoria dels integrants de la banda eren de l'est de Lancashire. Coneguts pel seu estil vocal distintiu, es van convertir en un dels principals grups britànics dels anys 1960 i 1970. Van gaudir d'una considerable popularitat en molts països, encara que no van aconseguir gran èxit en les llistes dels Estats Units fins a 1966. Són un dels pocs grups britànics dels primers anys seixanta, juntament amb els Rolling Stones, que mai s'han dissolt i continuen gravant i interpretant. En reconeixement dels seus èxits, els Hollies van ser incorporats al Saló de la Fama del Rock and Roll el 2010.

## Història
El quintet de Manchester va estar molt influenciat per The Everly Brothers. És ben sabut que les seves harmonies de tres parts rivalitzen amb aquelles de The Beach Boys. Destaquen a més les guitarres melodioses, les melodies contagioses, el ritme una miqueta jazzístic, i una imatge neta però escandalosa. Van ser anomenats els "Everly Brothers Britànics".
The Hollies són un dels grups més reeixits de rock de la Invasió Britànica, fenomen del mercat musical. Al llarg de la seva carrera van tractar d'enfilar-se cap als rumbs del Folk-rock i lleugerament en els sons psicodèlics com pot apreciar-se en la seva evolució musical a través del pas del temps.
El seu reconeixement per part de les masses està generalment limitat (especialment a Amèrica del Nord) a una selecció de potser una dotzena de cançons reeixides, des de 1964 ("Just One Look") fins a 1974 ("The Air That I Breathe"). En realitat la seva història fonogràfica va començar en 1963 i comprèn més de 350 cançons, una àmplia dotzena d'àlbums, Extended Plays i senzills a través d'una carrera de 33 anys.

### Formació
La història de la formació dels Hollies es remunta cap a 1947. Allan Clarke, de 5 anys, va arribar a l'escola primària Ordsall en Salford (ciutat bessona de Manchester) Anglaterra, i aquí va conèixer a Graham Nash. Amb la mateixa edat que ell, Nash va ser l'únic voluntari de la classe a permetre-li asseure's al seu costat en el mateix pupitre. Aviat trobarien un interès comú en la música. Van començar cantant junts en els cors, i mentre maduraven, les seves veus van començar a ser complementàries recíprocament. L'ímpetu dels nois per iniciar una carrera junts, va emergir sota la influència de la música Skiffle a Anglaterra.
Clarke va declarar: 
«Tot el que volíem era ser estrelles de rock and roll, i el skiffle era l'única manera de començar, perquè està completament basat en acords facilíssims de tocar, La i Re, Sol i Do, i ens agradaven les cançons. Graham i jo toquem en Clubs de Manchester, fent-ho a la manera dels Everly Brothers, els quals van ser nostra autèntica inspiració a causa de les seves harmonies a dues veus»
Aquesta va ser la base dels Hollies. Cap a 1962 Clarke i Nash ja havien cantat en locals tipus Cafè cantant durant anys com un duet semi-professional, baix diferents noms com el de "The Guytones", "The Two Teens", "The Levins", i un acte de fraternitat anomenat "Ricky an Dane". Actuant al costat de "The Fourtones", van conèixer a Eric Haydock i Don Rathbone, i van ser convidats a unir-se a "The Deltes".
Posteriorment, els quatre van decidir abandonar a "The Deltes" per formar un nou grup. Segons persones reunides a la banda, van escollir el nom del grup a partir d'algun ornament nadalenc (Christmas Holly) de la casa de Graham i no en homenatge a Buddy Holly, com es va rumorejar durant molt temps. La història sobre el fet és molt vaga, fins al punt que cap dels membres la recorda exactament. No obstant això, el nom ha estat el seu emblema constant durant 34 anys.
L'alineació original va consistir en Allan Clarke (cantant), Graham Nash i Vic Steel (en les guitarres), Erick Haydock en el (baix) i Don Rathbone en la (bateria). Vick Steel abandonaria el conjunt molt ràpid, i va ser reemplaçat per Tony Hicks.
El 1963, i abans que el grup comencés a tenir èxits, Rathbone va deixar al grup per converstir-se en el seu representant i va ser reemplaçat per Bobby Elliot provinent de "Shane Fenton and The Fentons". Elliot i Hicks ja tocaven junts en una altra banda de Manchester de nom "Rick Shaw and The Dolphins". Temps després, Bernie Calvert va prendre el lloc d'Haydock en 1966, i en 1968, quan Nash va deixar el grup per integrar-se en Crosby, Stills, Nash & Young, va ser reemplaçat per Terry Syvester.

### 1960
La primera aparició de la banda com "The Hollies" va tenir lloc en l'Oasi Club en Manchester al desembre de 1962 amb gran èxit. Poc després The Hollies prendrien el lloc que The Beatles deixaven en The Cavern Club. Els Beatles s'havien "graduat" en aquest local, signant un contracte amb la Parlophone sota la mà de George Martin.
La palesa activitat musical a Liverpool i Manchester va propiciar que productors de discos que mai s'havien aventurat més enllà de Londres, comencessin a buscar en el nord. Un d'ells va ser Ron Richards, un productor de l'equip de EMI, qui va ser a "The Cavern Club" el gener de 1963, trobant un espavilat club que subsistia com li era possible, i tot el que els Hollies feien era "gemegar".
Després de la sortida d'Steel i l'ingrés d'Hicks, els Hollies van incorporar al seu repertori temes foscos i clàssics del Rhythm and blues, de forma semblant a tots els grups beat d'aquells anys. No obstant això continuaren escrivint alguns temes propis i alhora van sol·licitar lletres d'altres compositors professionals. Els temes escrits per ells apareixerien sovint en el costat "B" dels seus senzills sota el pseudònim "Chester Mann" o "L. Ransford".
Van aconseguir col·locar el seu primer màxim 'hit' a finalitats de 1963 amb una nova versió del tema de Maurice Williams and The Zodiacs, la cançó "Stay", que es va situar en el lloc Núm.8 en les llistes de popularitat de Gran Bretanya. Va ser seguit pel cover a la cançó de Doris Troy, "Just one Look".
El cinquè senzill de The Hollies ("We're Throug"), seria el primer tema original del grup en una cara "A". Escrit per Allan Clarke, Tony Hicks i Graham Nash sota el nou pseudònim col·lectiu de "L. Ransfold", va ser gravat el 25 d'agost de 1964. El senzill va ser llançat al mes següent i ja pel 26 de setembre del mateix any va entrar en les llistes britàniques, en la posició número 27, ocupant el lloc Núm.7 durant un període relativament curt, un fet que en comparació de l'èxit de "Just One Look" (Núm.2 en llistes), va descoratjar a la companyia discogràfica per atorgar-los la cara "A" dels discos a les cançons originals del grup. Aquest incident va ser una petita ensopegada per a la banda, que no obstant això confiava que les coses millorarien posteriorment.
Durant l'estiu de 1965, l'equip de composició integrat per Clarke-Hicks-Nash va avançar notablement en la composició de les seves següents cançons. Els tres van ser contractats per "Dick James Music", companyia que els va cedir els drets de publicació sobre els seus propis treballs sota el distintiu "Gralto Music" (de Graham, Allan i Tony). El període de 1966 a 1968 va veure a Clarke, Hicks i Nash convertir-se en uns dels compositors millor situats enfront de la seva pròpia editora, en comparació de John Lennon i McCartney o Mick Jagger i Keith Richards, que en aquells dies estaven en pitjors condicions contractuals.
Els Hollies es van perfilar i es van establir com una de les més preeminents bandes britàniques senzilles i van aconseguir l'èxit en les llistes de popularitat de molts països. No obstant això, el grup va viure el seu primer lapsus quan van gravar el tema de George Harrison "If I Needed Someone" que només va aconseguir a esgarrapar la posició número 20, la qual cosa conjuminat a una mala resposta de la premsa, va causar que Els Hollies i John Lennon es van llançar atacs l'un contra l'altre descarregant la seva frustració en relació al fracàs d'un tema dels Beatles.
El baixista Eric Haydock i el baterista Bobby Elliot van ser considerats com els elements més destacats en el qual a ritme es refereix de l'era Pop rock de Gran Bretanya en aquell període. No obstant això el 1966, el baixista Haydock va ser substituït per Bernie Calvert. Molts crítics musicals no ho van considerar tan bé com el seu antecessor, qui tocant tenia un perfil molt més alt dins del grup. Ron Richards semblava justificar aquest fet d'acord amb la contribució de Haydock a les altes qualificacions de les cançons del grup en l'Epic Records'20 Song Anthology.
Segons Ron Richards:
«Calvert no va ser un bon baixista, i jo vaig sepultar deliberadament el seu so en combinació amb les cançons una vegada que es va unir al grup.»
Encara que van aconseguir un èxit sonat en 1966 a Gran Bretanya i Europa, les seves actuacions als Estats Units mai van ser tan reeixides.
Amb el seu nou membre Bernie Calvert, The Hollies van gravar la cançó que seria el seu èxit anhelat a Amèrica: "Bus Stop", escrita per Graham Gouldman, un excel·lent senzill que aconseguiria la posició Núm.5 a Amèrica, sent el primer "punt anglès" a col·locar-se en les llistes.
Aquesta va ser l'"època daurada" de The Hollies com un excel·lent grup musical.

### Anys setanta
El següent senzill d'Hollies, "I Can Not Tell the Bottom from the Top", va presentar de nou el jove Elton John al piano i va arribar al n.7 del Regne Unit el maig de 1970, entrant en llistes de dotze països. Els premis del Regne Unit van continuar amb "Gasoline Alley Bred" (Oct. 1970, UK No.14, Australia No.20), mentre que la cançó de Tony Hicks, "Too Young to Be Married", - només una pista d'àlbum en Regne Unit i els EUA - es va convertir en el número 1 a Austràlia, Nova Zelanda i Malàisia, també va aconseguir el número 9 a Singapur. El contundent tema roquer d'Edgar Allan Clarke "Hey Willy" va fer el No.22 al Regne Unit el 1971 i va aparèixer en registres de vendes de vuit països més.
Igual que en Graham Nash abans d'ell, el líder Allan Clarke el 1971 estava cada vegada més frustrat, i ell també va començar a xocar amb el productor Ron Richards pel material; després de veure l'èxit de Nash des de la seva sortida, estava ansiós per deixar el grup i elaborar un àlbum en solitari. Després de l'àlbum Distant Light de 1971, que va concloure el contracte de la banda amb EMI / Parlophone al Regne Unit (i va arribar al número 21 a la llista Billboard nord-americana), Clarke va abandonar els Hollies al desembre, un moviment que va sorprendre tant als fanàtics de la banda com al públic en general.
Els Hollies van signar amb Polydor per al Regne Unit / Europa el 1972, tot i que el seu contracte amb Epic als Estats Units encara tenia tres àlbums més per córrer. El cantant suec Mikael Rickfors, anteriorment del grup Bamboo (que havia donat suport als Hollies a Suècia el 1967), va ser reclutat ràpidament per la resta de la banda i va cantar el primer single del grup Polydor, "The Baby" (Regne Unit núm. 26, Març de 1972). Quan Mikael va audicionar per primera vegada per a ells, va intentar cantar en el rang d'Allan Clarke i els resultats van ser terribles. La resta del grup va decidir que podria ser millor gravar cançons amb ell a partir de zero. Terry Sylvester i Tony Hicks es van barrejar amb la veu de baríton de Mikael en lloc d'intentar imitar la veu de tenor d'Allan. Hi havia rumors que Mikael no podia parlar una paraula d'anglès i havia d'aprendre fonèticament les paraules de "The Baby". El rumor sobre que no coneixia l'anglès era fals, tot i que va lluitar per entendre paraules en anglès que no havia creat.
Mentrestant, en un moviment de contra- programació, Parlophone va pujar una pista composta per Clarke per l'anterior i insatisfactori àlbum Distant Light que també va incloure a Clarke en vocals principals i guitarra principal: "Long Cool Woman in a Black Dress" inspirat per Creedence Clearwater Revival. Parlophone va llançar aquest senzill rival a "The Baby" al febrer de 1972, tot i que va sortir relativament malament al Regne Unit (N ° 32). Als Estats Units, Epic, que posseïa els drets de Distant Light però que no l'havia llançat, va llançar l'àlbum l'abril de 1972 i el single el maig de 1972. Sorprenentment, la cançó es va convertir en un èxit fora d'Europa, arribant al segon lloc als Estats Units (el single més alt de les bandes de Hollies als Estats Units) i el número 1 a Austràlia.
"Long Dark Road", una altra pista de Distant Light amb vocals principals de Clarke, tres harmonies distintives i una harmònica a tot arreu, va ser llançada també com a senzill nord-americà, arribant al número 26. Com a resultat, Epic va pressionar Clarke i els Hollies a reunificar-se, malgrat que s'havien dividit més d'un any abans, situant a Rickfors en una posició incòmoda.
Mentrestant, els Hollies liderats per Rickfors van publicar el seu primer àlbum Romany (que va aconseguir el No.84 als Estats Units) a l'octubre de 1972. Un segon senzill de Rickfors, "Magic Woman Touch" (1972), va fallar a la graella de vendes del Regne Unit, convertint-se en el primer single oficial de la banda a perdre's les llistes britàniques des de 1963, tot i que va fer gràfics en set països més, arribant al Top Ten als Països Baixos, Nova Zelanda i Hong Kong. Un segon àlbum de Rickfors / Hollies, Out on the Road (1973), va ser gravat i emès a Alemanya. Amb l'èxit dels Estats Units de Distant Light i els seus singles, Clarke va decidir unir-se a la banda l'estiu de 1973 i Rickfors va sortir. En conseqüència, no es va produir cap estrena al Regne Unit ni als Estats Units d'Out on the Road, donant-li a aquest àlbum "perdut" l'estatus de llegendari entre els seguidors de la banda i més alts preus que l'originari llançament alemany.
Després de la tornada de Clarke, els Hollies van tornar als Top 30 del Regne Unit amb una altra cançó d'estil rock de swamp escrita per Clarke, "The Day That Curly Billy Shot Down Crazy Sam McGee" (Regne Unit n.24, 1973). El 1974 van anotar el que seria el seu últim gran èxit nord-americà i britànic amb la cançó d'amor "The Air That I Breathe" (anteriorment gravada per Hammond i Phil Everly en el seu àlbum en solitari de 1973), Star Spangled Springer), que va aconseguir el No.2 al Regne Unit i Austràlia [16] i va fer el Top 10 als Estats Units. El senzill "Another Night", que es va estrenar després del senzill esmentat anteriorment, va aparèixer en la llista de Billboard's Rack Singles Best Sellers. 32 el 28/07/1975 i va arribar al seu punt màxim de no. 71 sobre les publicacions Hot 100. [17] [18]
Després del fracàs nord-americà del single "4th of July, Asbury Park", escrit per Bruce Springsteen, Epic va renunciar als Hollies als Estats Units, combinant els seus dos àlbums de 1976 en el seu últim llançament dels Estats Units de la dècada, Clarke, Hicks, Sylvester, Calvert, Elliott (una altra vegada incloent la cançó d'Springsteen per donar-li una última oportunitat d'èxit). Els Hollies van continuar tenint èxits de llistes individuals durant la resta dels anys setanta, però sobretot a Europa i Nova Zelanda. El 1976, per exemple, el grup va llançar tres senzills en tres estils diferents, cap dels quals va ser apreciat al Regne Unit o als Estats Units. "Star", una versió actualitzada-accelerada de l'original dels anys seixanta, en llistes només a Nova Zelanda i a Austràlia; el número de rock dur "Daddy Do not Mind", només als Països Baixos i Alemanya, i "Wiggle That Wotsit", una excursió en territori disco, entrat a llistes únicament als Països Baixos, Suècia i Nova Zelanda. Especialment popular fora dels Estats Units, sempre molt professionals en els seus continus concerts, The Hollies van tenir èxits en la llista d'àlbums amb àlbums de compilació en 1977 i 1978, que els va mantenir a la fi dels anys 70.

### Els vuitanta fins al present
En 1980, els Hollies van tornar a les llistes britàniques amb el senzill "Soldier's Song", escrit i produït per Mike Batt, que va ser un èxit menor en 1980, arribant a No.58 al Regne Unit. També van llançar un àlbum de cançons versionades de Buddy Holly anomenat Buddy Holly, que no va aconseguir entrar a les llistes del Regne Unit o els Estats Units, si, però als Països Baixos entre d'altres llocs.
Al maig de 1981, Calvert i Sylvester van abandonar el grup després de desacords musicals amb Bruce Welch, que els produïa en aquest moment (res provinent de les sessions de Welch mai va ser llançat durant aquest període). Sylvester tampoc va estar d'acord amb el saqueig de la banda per part del gerent des de feia molt de temps, Robin Britten. Alan Coates es va unir a la banda amb una guitarra rítmica i veu d'harmonia alta poc després.
The Hollies va tornar a gravar en estudi el 6 de juny de 1981 amb el cantant / escriptor / guitarrista John Miles i el baixista de sessió Alan Jones per gravar "Carrie" i "Driver". No obstant això, cap d'aquestes cançons va ser llançada en aquest moment ("Carrie" va aparèixer eventualment com la cara b de la reedició "He Ain't Heavy" en 1988).
L'agost de 1981, els restants del grup Hollies van llançar "Holliedaze" a EMI, una medley editada conjuntament per Tony Hicks dels seus discos, que els va tornar al Top 30 del Regne Unit. A petició de la BBC, Nash i Haydock es van tornar a unir breument el setembre de 1981 per promoure la gravació del programa Top of the Pops. The Hollies va emetre el seu últim senzill en Polydor "Take My Love and Run" (escrit pel teclista Brian Chatton, que també va aparèixer amb els Hollies mentre promocionaven el senzill a la televisió) el novembre de 1981, però això no va ser possible.
Graham Nash es va unir a ells per a l'enregistrament d'una cançó d'Alan Tarney "Somethin 'Is not Right" el 10 de setembre de 1982, que va conduir a un proper àlbum de reunió What Goes Around ... emès en WEA Records al juliol de 1983. Graham Nash va seguir apareixent amb els Hollies a principis de 1984, que van culminar amb el darrer èxit d'Hollies als Top 40 dels EUA amb un remake del "Stop in the Name of Love" de Supremes, que va aconseguir el No.29 el 1983. "Stop in the Name of Love" va ser presa de l'àlbum What Goes Around ... que es va estrenar al juliol de 1983 i va aconseguir el número 90 a la llista Billborad dels 200 àlbums dels Estats Units. Un àlbum en viu amb la reagrupació de Clarke-Hicks-Elliott-Nash, Reunion, es va registrar al Kings Island Amusement Park d'Ohio, durant una gira nord-americana que va seguir el mateix any, i va ser emesa el 1997 com Archive Alive. El 2004 va ser re-titulat Reunion (amb dues pistes extra).
The Hollies va continuar la seva gira d'interpretacions durant la dècada de 1980, assolint la qualificació de rock clàssic i convocant multituds arreu del món per veure'ls. A mitjan anys 80, la banda va començar a baixar les claus de les seves cançons quan Allan va començar a perdre rang de veu.
Després de la seva utilització en un anunci de cervesa de televisió (per la marca Miller Lite lager) l'estiu de 1988, "He Ain't Heavy" va ser reeditat al Regne Unit i va arribar al No.1, establint així un nou rècord durant el temps transcorregut entre primers llocs de singles per a un artista en 23 anys (el primer número 1 del Regne Unit havia estat I'm Alive de 1965). En aquest moment, el baixista Ray Stiles, anteriorment membre del grup Mud de rock glam de la dècada de 1970, s'havia unit a la formació permanent.
El 1988 també va veure l'alliberament de l'àlbum de recopilació All the Hits & More: The Definitive Collection que va entrar a la llista del Regne Unit.
El 1993 els Hollies van tenir el seu 30 aniversari com a banda. Un àlbum de recopilació, The Air That I Breathe: The Very Best of The Hollies, va aconseguir el número 15 del Regne Unit. Aquest àlbum incloïa un nou senzill, "The Woman I Love", que va aparèixer al número 42 del Regne Unit. Graham Nash va tornar a reunir-se amb els Hollies per gravar una nova versió de "Peggy Sue Got Married" que va comptar amb la veu prèvia de Buddy Holly, pres d'una versió 'alternativa' de la cançó donada a Nash per la vídua de Holly, Maria Eleana Holly. Aquesta gravació "Buddy Holly & The Hollies" va obrir l'àlbum tributari Not Fade Away a Holly per diversos artistes. Els Hollies també van continuar fent gires i aparicions televisives.
Els Hollies van ser guardonats amb un Premi Ivor Novello el 1995 per una contribució destacada a la música britànica.
Allan Clarke es va retirar el febrer de 2000. Va ser reemplaçat per Carl Wayne, antic cantant del Move. Una compilació de Hollies Greatest Hits a Nova Zelanda, es va fer núm. 1 en aquest país el 2001, deslligant la col·lecció dels Beatles '1 des del primer lloc. Mentre restableix la banda com una atracció turística més de 2000 a mitjans de 2004, Carl Wayne només va gravar una cançó amb ells, "How do I survive?", L'última (i única novetat) en el 2003 Greatest Hits (que va aconseguir No.21 al gràfic de l'àlbum del Regne Unit). Després de la mort de Wayne per càncer a l'agost de 2004, va ser reemplaçat per Peter Howarth. Aleshores Alan Coates va deixar la banda i va ser reemplaçat per Steve Lauri.
The Hollies va aparèixer al número 21 al Regne Unit l'any 2003 amb l'àlbum de compilació Greatest Hits de l'EMI en format CD. (EMI ha llançat la major part de la música EMI de Hollies al CD durant els últims 25 anys).

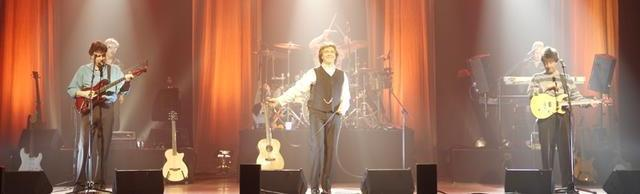
Els sis membres de la banda en un concert de 2006

Els Hollies van ser incorporats al 'Hall of Fame del Grup Vocal' als Estats Units el 2006. També el 2006, el primer àlbum d'estudi de Hollies des de 1983, Staying Power, va ser llançat per EMI amb Peter Howarth a la veu principal.

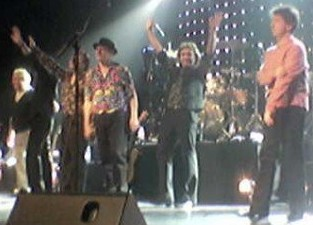
The Hollies en concert de mitjans de 2007

El grup va llançar un àlbum d'estudi Then, Now, Always a finals de març de 2009, tornant a presentar a Peter Howarth com a vocalista principal. L'àlbum va rebre un llançament oficial per part d'EMI el 2010 amb l'addició d'una cançó original addicional, "She'd Kill For Me".
En reconeixement dels seus èxits, els Hollies van ser incorporats al Saló de la Fama del Rock and Roll el 2010. [2] El mateix any, un àlbum de recopilació, Midas Touch: The Very Best of The Hollies, que figura al Regne Unit al número 23.
El 2012, els Hollies van llançar Hollies Live Hits! We Got The Tunes !, un CD doble en viu amb les actuacions en viu de Hollies gravades durant la gira del Regne Unit 2012 de la banda.
El 2013, el cinquè any de Hollies va estar ple d'una gira de concerts de 50 aniversari a tot el món que va comptar amb més de 60 concerts.
El 2014, EMI va llançar una compilació de 3CD; '50 At Fifty' que va concloure amb una cançó nova; 'Skylarks' escrita per Bobby Elliott, Peter Howarth i Steve Vickers.

## Actuals membres del grup
- Tony Hicks – guitarra principal, veus d'acompanyament (1963–present)
- Bobby Elliott – bateria (1963–present)
- Ray Stiles – baix (1986–1990, 1991–present)
- Ian Parker – teclats(1991–present)
- Peter Howarth – principals veus, guitarra rítmica (2004–present)
- Steve Lauri – guitarra rítmica, veus d'acompanyament (2004–present)

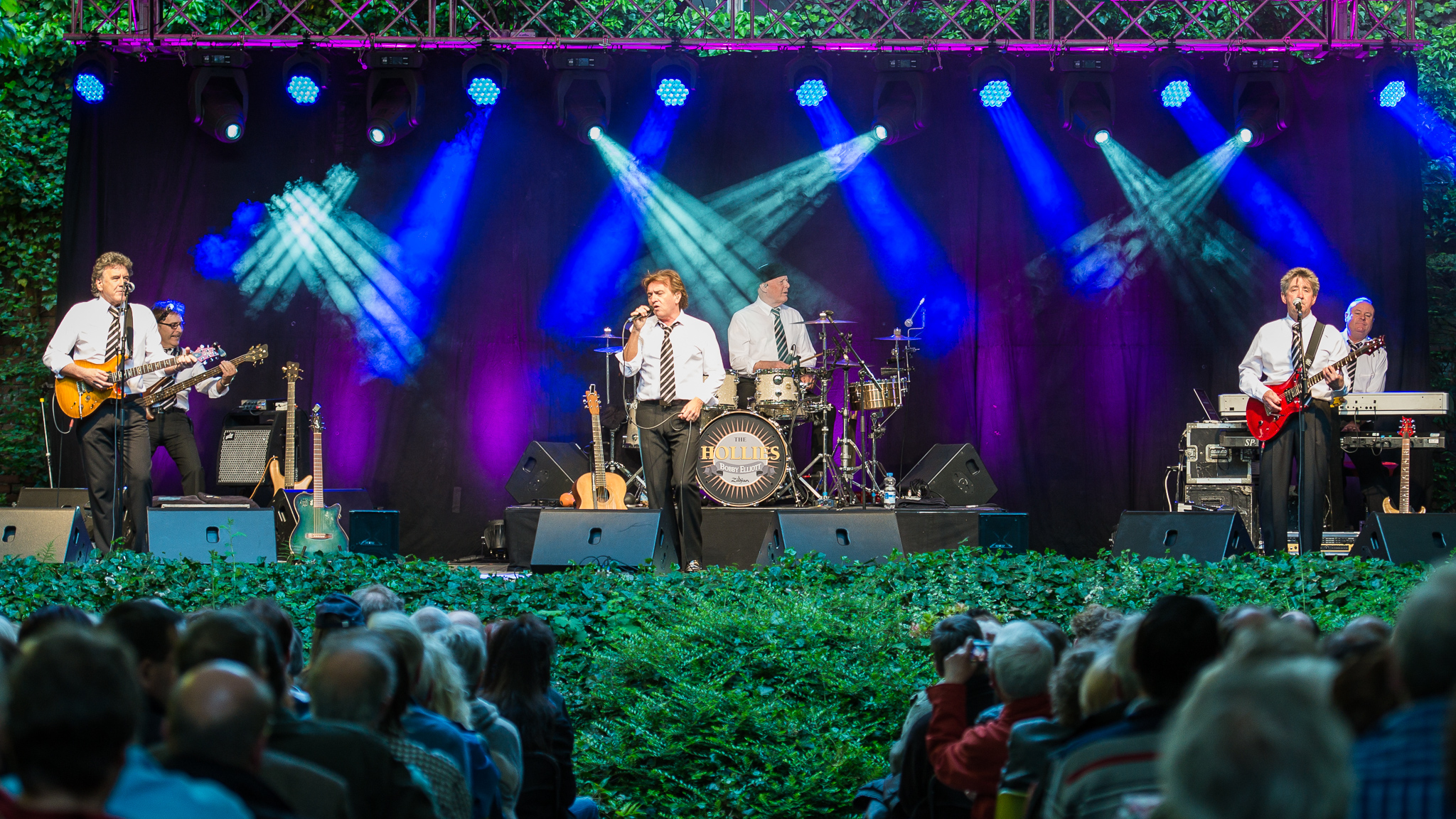
Concert de The Hollies. Auditori: Serenadenhof Nürnberg (Nuremberg) Data: 25/05/2017. Músics: Bobby Elliott,Ian Parker, Peter Howarth, Ray Stiles, Steve Lauri, Tony Hicks.

## Discografia en el Regne Unit
1. Stay with the Hollies, 1964[5]
2. In the Hollies Style, 1964[6]
3. The Hollies, 1965
4. Would You Believe?, 1966
5. For Certain Because, 1966
6. Evolution, 1967
7. Butterfly, 1967
8. The Hollies' Greatest, 1968 (recopilació)
9. Hollies Sing Dylan, 1969
10. Hollies Sing Hollies, 1969
11. Reflection, 1969
12. Confessions of the Mind, 1970
13. Distant Light, 1971
14. Romany, 1972
15. Hollies, 1974
16. Another Night, 1975
17. Write On, 1976
18. Russian Roulette, 1976
19. Hollies Live, 1977
20. 20 Golden Greats, 1978 (recopilació)
21. A Crazy Steal, 1978
22. 5317704, 1979
23. Buddy Holly, 1980
24. What Goes Around, 1983
25. Reunion, 1983
26. Staying Power, 2006
27. then, now, always, 2010